# Tomiichi Murayama
Tomiichi Murayama (jap. 村山 富市 Murayama Tomiichi; ur. 3 marca 1924 w Ōita w prefekturze Ōita) – japoński polityk socjaldemokratyczny, premier. Funkcję tę sprawował od 30 czerwca 1994 r. do 11 stycznia 1996 roku. Był liderem Japońskiej Partii Socjaldemokratycznej, a od 1996 roku Japońskiej Partii Socjalistycznej. Jako pierwszy polityk japoński przeprosił za wywołanie II wojny światowej.

## Życiorys
Urodził się w Ōita. Pochodzi z rodziny rybackiej. Ukończył studia na Uniwersytecie Meiji.
W 1963 r. kandydował z prefektury Ōita do parlamentu. Uzyskał go w trzech kolejnych kadencjach. W 1972 r. został wybrany do Izby Reprezentantów. Uważany był za spokojnego, wyważonego polityka i dobrego negocjatora. W październiku 1994 r. został wybrany na przewodniczącego.

## Premier
Po wygranych wyborach w 1994 roku stanął na czele rządu złożonego z Partii Liberalno-Demokratycznej, Partii Sakigake i Partii Socjalistycznej. Opowiadał się przeciwko paktowi bezpieczeństwa ze Stanami Zjednoczonymi, uważając go za niezgodny z pacyfistyczną konstytucją.
Był krytykowany za złą reakcję na trzęsienie ziemi w Kobe w dniu 17 stycznia 1995 roku.
Za jego rządów doszło do gazowego ataku na tokijskie metro.
11 stycznia 1996 r. po przegranych wyborach do Izby Reprezentantów, w których jego partia straciła większość, podał się do dymisji, zachowując mandat poselski. W 2000 r. wycofał się z polityki.